# Напад на московски Кремљ 2023.
Напад на московски Кремљ 2023 десио се 3. маја 2023, усред текуће руске инвазије на Украјину, две беспилотне летелице са експлозивом су циљале Кремљ у Москви, престоници Русије. Председник Руске Федерације Владимир Путин у том тренутку није био у згради и нико није повређен у нападу.
Кремљ је оптужио Украјину да је починила напад и назвао га "терористичким актом" и покушајем убиства. Украјински званичници су негирали умешаност, док су амерички званичници рекли да је вероватно да иза напада стоји украјинска обавештајна служба или једна од специјалних војних јединица.

## Напад
Снимци објављени на друштвеним мрежама приказују летећи објекат који лети ка Кремљу, пре него што се догодила мала експлозија у близини јарбола за заставу на врху куполе Сената Кремља. На снимку се виде две неидентификоване особе како се пењу на куполу. На другом снимку се види како се дим диже у близини зграде.
Руски званичници тврде да су две беспилотне летелице онеспособљене са електронским системима.

## Реакције

### Русија
Градоначелник Москве Сергеј Собјанин је 3. маја најавио успостављање зоне забране лета дронова над градом.
Вјачеслав Володин, председник руске Државне думе, назвао је наводни напад дроном „терористичким нападом” на Русију и упоредио украјинску владу са терористичким организацијама као што су Ал Каида и Исламска држава, рекавши да је „нацистички Кијевски режим мора бити признат као терористичка организација“. Володин је захтевао употребу „оружја способног да заустави и уништи кијевски терористички режим“. Посланик државне Думе Михаил Шеремет позвао је на узвратни удар на украјинског председника Зеленског.
Јевгениј Пригожин, шеф групе Вагнер, упозорио је на релу и употреби нуклеарног оружја, рекавши да „изгледамо као кловнови који прете да ће употребити нуклеарно оружје као одговор на дечји дрон“.
Портпарол Кремља Дмитриј Песков тврди да иза наводног напада дроновима на Кремљ стоје Сједињене Америчке Државе, са циљем да убије Путина, рекавши да „ми добро знамо да се одлуке о таквим акцијама, о таквим терористичким нападима, не доносе у Кијеву већ у Вашингтону." Познати руски новинар Владимир Соловјов упоредио је инцидент са нападима 11. септембра.
Дмитриј Медведев, шеф руског Савета безбедности, запретио је да „после данашњег терористичког напада не преостаје ниједна опција осим физичког елиминисања Зеленског и његове кабале“. Члан Државне Думе Андреј Гуруљов рекао је да „треба званично да изјавимо да је сво руководство ове терористичке нације подложно физичком елиминисању“.
Москва је обећала да ће узвратити кад год и где год буде сматрала прикладним.

#### Руски дисиденти
Бивши руски политичар Иља Пономарјов изјавио је у интервјуу за Си-Ен-Ен да је пре напада разговарао са „антифашистима“ руског покрета отпора. Према речима Пономарјева, група је првобитно планирала да се напад догоди на Дан победе, али је у априлу било разговора у којима је он саветовао да се напад догоди пре свечаности, због опасности за масу на параед, али и светости дана, због чега би могао постићи супротан резултат због ефекта скупљања око заставе. По његовом мишљењу, циљ напада дроном 3. маја био је да се принуди отказивање параде како би Руси схватили да је рат изгубљен.

### Украјина
Саветник украјинског председника Михаил Подољак је прокоментарисао да Кијев нема никакве везе са наводним нападом на Кремљ, да таквим акцијама Кијев ништа не би постигао на бојном пољу, већ би само испровоцирало Русију да предузме радикалније мере. Подољак је рекао да наводи да Кијев стоји иза инцидента и хапшења наводних украјинских диверзаната на Криму могу да укажу на то да се Москва спрема за „терористички“ напад великих размера на Украјину у наредним данима. Украјински председник Володимир Зеленски је током посете Финској изјавио да „ми не нападамо Путина или Москву. Боримо се на нашој територији. Ми бранимо своја села и градове“. Дана 3. маја 2023. у руским ударима на украјинску Херсонску област погинула је 21 особа.

### Друже државе
Амерички државни секретар Ентони Блинкен изјавио је на глобалној конференцији за новинаре: „Све што дође из Кремља узео бих са веома великим зрном соли. Амерички званичници су били скептични да је било који дрон послат у Украјину могао бити употребљен у нападу, јер би морао да пређе велику удаљеност да би стигао до Москве. Секретар за штампу Беле куће Карин Жан-Пјер рекла је да САД „не охрабрују или не дозвољавају Украјини да извршава ударе изван њених граница“.
Филипс О'Брајен, професор стратешких студија на Универзитету Сент Ендруз, рекао је: „То свакако није био покушај убиства Путина, јер он не спава на крову и вероватно никада не спава у Кремљу. Џејмс Никси, директор Програма за Русију и Евроазију у истраживачком центру Чатам, рекао је да су „две највероватније могућности 'пуцањ упозорења' од стране Кијева или операција подлажном заставом коју је осмислила Москва да оправда интензивније нападе у Украјина или појачано служење војске“.
Поједини амерички званичници рекли су да је вероватно да иза напада стоји украјинска обавештајна или специјална војна јединица, иако су имали „мало поверења“ у то да је украјинска влада директно одобрила напад, због тога што америчке обавештајне агенције још нису идентификовале одређене јединице или званичнике укључене у њега.